# Jacques Lefèvre
Jacques Édmond Émile Lefèvre (ur. 1 lutego 1928 w Marsylii, zm. 12 stycznia 2024 w La Rochelle) – francuski szablista, brązowy medalista olimpijski i pięciokrotny medalista mistrzostw świata.
Na igrzyskach olimpijskich w Londynie (1948) zajął 4. miejsce indywidualnie i 5.–8. miejsce drużynowo. Na rozgrywanych cztery lata później igrzyskach olimpijskich w Helsinkach Francuzi w składzie: Jean Levavasseur, Jacques Lefèvre, Jean Laroyenne, Bernard Morel, Maurice Piot i Jean-François Tournon zdobyli brązowy medal w drużynie. W zawodach indywidualnych był szósty. Podczas igrzysk w Melbourne (1956) zajął 4. miejsce zarówno indywidualnie, jak i drużynowo. W turnieju indywidualnym, w rundzie finałowej uzyskał taki sam wynik jak Lew Kuzniecow z ZSRR, w walce barażowej o brązowy medal Kuzniecow zwyciężył 1:0. Następnie wystąpił na igrzyskach olimpijskich w Rzymie (1960), gdzie odpadł w ćwierćfinale rywalizacji indywidualnej i zajął 5.–8. miejsce w drużynie. Brał też udział w igrzyskach w Tokio (1964), zajmując 9.–16. miejsce indywidualnie i 4. miejsce drużynowo. 
Podczas mistrzostw świata w Kairze w 1949 roku razem z Jeanem Levavasseurem, Jeanem Parentem i Jean-Françoisem Tournonem wywalczył drużynowo srebrny medal. W tej samej konkurencji zdobył następnie srebrny medal na mistrzostwach świata w Monte Carlo (1950) oraz brązowe na mistrzostwach świata w Luksemburgu (1954), mistrzostwach świata w Paryżu (1965) i mistrzostwach świata w Moskwie (1966).